# Yolanda Jubeto Ruiz
Yolanda Jubeto Ruiz es una economista feminista experta en análisis de experiencias europeas sobre presupuestos públicos con perspectiva de género y en modelos de participación laboral de las mujeres, además de en el ámbito de Desarrollo Humano Local en países latinoamericanos y Sahara.

## Biografía
Doctora en Economía en la Universidad del País Vasco (UPV/EHU), con una tesis doctoral sobre Presupuestos con perspectiva de género. Desde 1999 es profesora de Economía Aplicada en la facultad de Economía y Empresa de la Universidad del País Vasco.
Ha impartido materias sobre Economía del desarrollo y Economía feminista, en el Grado de Economía y en distintos estudios de máster. Desde 2006, participa en las redes europeas International Association for Feminist Economics y en European Gender Budgeting Network; también pertenece al Instituto HEGOA. Es socia de la Universidad Vasca de Verano, ha formado parte de su Departamento de Economía, por lo que se ha dedicado, principalmente, a impartir clases sobre Economía del País Vasco (Euskal Herriko Ekonomia) en los cursos organizados por la institución.
Ha implementado las prácticas económicas desde una perspectiva feminista, por medio del impulso de redes de cooperación. Sus trabajos incluyen cuestiones relacionadas con organización de tiempos de trabajo y vida; interacciones y relaciones entre distintos tipos de trabajo; medición y valoración de los mismos, así como la supuesta neutralidad de la política económica, y los retos que se plantean en el proceso de globalización económica. 
Sus principales enfoques y análisis se dirigen a desarrollar la economía feminista como oponente a la economía ortodoxa, haciendo ver que el sistema económico no funcionaria, de la manera que lo hace, si muchas actividades no se desarrollasen fuera del circuito monetario de mercado, sino invisiblemente por las mujeres. y haciendo ver que la economía feminista apartaría al mercado del centro del análisis para abrirlo hacia temas como la sostenibilidad de la vida y la importancia de la reproducción social. 
Además, ha colaborado con las administraciones públicas vascas en analizar el impacto de determinadas partidas presupuestarias de los presupuestos públicos desde la perspectiva de género, en cuanto a determinar si estas contribuyen a modificar situaciones discriminatorias existentes, con el fin de consolidar el avance en la justicia social desde la perspectiva de la equidad entre mujeres y hombres en todas las políticas públicas que los distintos gobiernos desarrollan.

## Obras
- "Los Presupuestos con perspectiva de género: instrumento crucial para trabajar la equidad en la política pública", Dossieres EsF, nº29, pp. 34-37, 2018.[12]
- "El análisis presupuestario con enfoque de género: un instrumento feminista clave para avanzar en la equidad socioeconómica", Revista EKONOMIAZ, nº91. 2017.[13]
- "Ekonomia solidarioa eraikitzen feminismotik eta gaitasunen ikuspegitik". Revista vasca de economía social 1698-7446, N.º. Extra 0, 2014.[14]
- "Reflexiones entorno a Género y Desarrollo". Boletín del Centro de Documentación Hegoa,  2255-369X, N.º. 30, 2012.[15]
- "El Desarrollo Humano Local: aportes desde la equidad de género". Cuadernos de Hegoa, n.º 56, 2011.[16]
- Análisis sobre Desarrollo Humano Local, equidad de género y participación de una década de Cooperación Vasca. Los casos de Ecuador, Guatemala, Perú y la RASD: 1998-2008. 2011.[17]
- "La diversidad de los modelos de participación laboral de las mujeres en la UE-27". Revista de Relaciones Laborales, n.º 25,  2011.[18]
- "Los presupuestos con enfoque de género: una apuesta feminista a favor de la equidad en las políticas públicas", Cuadernos de Hegoa; 43. 2008.[19]
- Experiencias europeas en presupuestos con enfoque de género: una revisión crítica. 2007.
- Ekonomia Feministari Buruzko Batzarra Aktak. 2005.[5]
- Emakumeok, zientzia eta teknologia. 2000.[20]